# Richard Bucher
Richard «Richi» Bucher (* 27. September 1955 in Luzern; † 7. September 2012 in Davos) war ein Schweizer Eishockeytorhüter.

## Karriere

### Vereine
Bucher verbrachte seine Juniorenzeit beim SC Luzern, für den er von 1976 bis 1978 in der zweitklassigen Nationalliga B auflief. Zur Saison 1978/79 erfolgte der Wechsel zum ebenfalls in der Nationalliga B spielenden HC Davos. Mit den Bündnern stieg Richi auf Anhieb in die Nationalliga A auf. 1984 und 1985 gewann er mit den Davosern die Schweizer Meisterschaft. In den NLA-Play-offs 1987 wurde zwar lediglich Platz vier erreicht, jedoch überzeugte Bucher in dieser Saison als Schlussmann der Bündner und wurde mit der Jacques Plante Trophy als Torhüter des Jahres ausgezeichnet. Bucher blieb bis 1989 beim HC Davos. Seine Karriere liess er bei seinem Jugendverein SC Luzern ausklingen.

### Nationalmannschaft
Für die Schweiz nahm Bucher an der B-Weltmeisterschaft 1985, der A-Weltmeisterschaft 1987 und den Olympischen Winterspielen 1988 in Calgary teil. Ein Höhepunkt seiner internationalen Karriere war das Spiel gegen Finnland bei den Olympischen Winterspielen 1988, als Bucher über 50 Schüsse der Finnen hielt; die Schweiz gewann schliesslich mit 2:1. Insgesamt absolvierte er 38 Länderspiele für die Schweiz.

## Erfolge und Auszeichnungen
- 1984 Schweizer Meister mit dem HC Davos
- 1985 Schweizer Meister mit dem HC Davos
- 1987 Bester Torhüter der Nationalliga A